# BLONDE (中森明菜の曲)
「BLONDE」（ブロンド）は、日本の歌手中森明菜の楽曲。この楽曲は中森の18枚目のシングルとして、1987年6月3日にワーナー・パイオニア（現：ワーナーミュージック・ジャパン）のリプリーズ・レコードレーベルよりリリースされた (EP: L-1754)。

## 背景
「BLONDE」は、1987年6月3日にシングル・レコード (EP: L-1754)で発売された。この楽曲は、BidduとWinston Selaによる共作詞・作曲である。この楽曲の原曲は、1987年8月25日に発売された中森の全曲英語詞のスタジオ・アルバム『Cross My Palm』収録曲「THE LOOK THAT KILLS」で、「BLONDE」の原題（または副題）は「LOOK THAT KILLS」である。「BLONDE」では中村哲がシングル用に別アレンジを施し、原曲の英語詞とは異なる日本語詞を麻生圭子が手掛けており、中森の歌唱法も高音域で歌った原曲と変えている。音楽番組では、エルメスのスカーフを素材に用いた衣裳（靴も同じ素材で統一）に、振り付きでこの楽曲を披露した。この楽曲は、1987年開催の第20回日本有線大賞にて、有線音楽賞を受賞している。1995年12月リリースの中森のベスト・アルバム『true album akina 95 best』には、「BLONDE」の新録バージョンが収録された。2024年には公式Youtubeチャンネルに「BLONDE-JAZZ-」と題した新たなセルフカバーを公開した。
シングル盤「BLONDE」のB面として発表された「清教徒」は、秋元康の作詞で、ブレイク直前にあった久保田利伸が作曲し、武部聡志によって編曲された楽曲である。同曲は、1987年8月12日放送のフジテレビ系音楽番組『夜のヒットスタジオDELUXE』で歌唱披露した。

## 批評
音楽評論家の堤昌司は、「BLONDE」の原曲である「THE LOOK THAT KILLS」と比較した上で、まず「BLONDE」の編曲については、「フックの強いものに変えたもの」と原曲との違いを指摘し、中森の歌唱については「ときには愛らしく、ときには切なく、ときに力強く、より攻撃的に表現の幅が広くなっている。」と批評した。また、麻生の日本語詞については、オリジナルと比して一段と凝っていると指摘した。

## チャート成績
この楽曲は、TBS系の音楽番組『ザ・ベストテン』では1987年6月25日から1987年7月9日の3週連続で、最高順位1位を記録した。オリコン週間シングルチャートでは1987年6月15日付で初登場・最高順位ともに1位を記録し、翌週の1987年6月22日付でも2週連続となる1位を記録した。同チャートの100位以内においては、計17週に渡ってランクインした。また、1987年度のオリコン年間シングルチャートでは、7位を記録した。

## 収録曲
| #         | タイトル   | 作詞                                    | 作曲               | 編曲      | 時間 |
| --------- | ---------- | --------------------------------------- | ------------------ | --------- | ---- |
| A.        | 「BLONDE」 | Biddu-Winston Sela 麻生圭子（日本語詞） | Biddu-Winston Sela | 中村哲    | 3:53 |
| B.        | 「清教徒」 | 秋元康                                  | 久保田利伸         | 武部聡志  | 3:44 |
| 合計時間: | 合計時間:  | 合計時間:                               | 合計時間:          | 合計時間: | 7:37 |

### 規格
- 1988年6月25日 - 8cmCD: 10SL-148[17]
- 1988年12月21日 - CT: 10L5-4057[18]
- 1998年11月26日 - 12cmCD: WPC6-8675[19]
- 2008年11月12日 - デジタル・ダウンロード[20][21]
- 2014年6月18日 - 12cmCD, Singles Box 1982-1991の一枚として

## クレジット
- Photo by 坂野豊[7]

## 収録アルバム
BLONDE
- 『BEST II』[7][22]